# Andreas Barucha
Andreas Barucha (* 2. April 1979 in Potsdam) ist ein deutscher Bobfahrer.
Andreas Barucha ist Sportsoldat in der Sportfördergruppe der Bundeswehr und startet für den BRC Riesa. Der Potsdamer ist seit 1999 aktiver Bobsportler. Seine Karriere begann er beim SC Oberbärenburg, wo er als Anschieber im Bobteam von Andreas Zschocke das Bob-1x1 lernte. 2000 wechselte Barucha in das Team von Matthias Höpfner. Mit diesem wurde Barucha im Vierer bei den Weltmeisterschaften 2003 Achter, 2004 Vierter und 2005 Siebter. Bei den Europameisterschaften gewann das Höpfner-Team in der Saison 2004/05 die Bronzemedaille. Bei den Juniorenweltmeisterschaften 2001 gewann er Bronze, 2002 den Titel. 2003 gewann er den Titel bei der Deutschen Vierer-Meisterschaft, 2004 und 2006 den Vizemeistertitel. 2007 wechselte der Anschieber dann ins Bobteam von René Spies der jedoch kurz vor Saisonbeginn aufgrund von Verletzungen seine Karriere beendete. Daraufhin wechselte Barucha nach Riesa, wo er seitdem das Team von Thomas Florschütz verstärkt.  Sein Bruder Stefan Barucha war bis 2006 ebenfalls aktiver Bobfahrer, der jedoch aufgrund gesundheitlicher Probleme seine Laufbahn beenden musste.

## Erfolge
- 2001 Bronze Juniorenweltmeisterschaft Viererbob
- 2001 Gold Deutsche Juniorenmeisterschaft Viererbob
- 2002 Gold Juniorenweltmeisterschaft Viererbob
- 2003 Achter Weltmeisterschaft Viererbob
- 2003 Gold Deutsche Meisterschaft Viererbob
- 2004 Vierter Weltmeisterschaft Viererbob
- 2004 Silber Deutsche Meisterschaft Viererbob
- 2005 Bronze Europameisterschaft Viererbob
- 2005 Siebter Weltmeisterschaften Viererbob
- 2006 Silber Deutsche Meisterschaft Viererbob
- 2009 Silber Europameisterschaft Viererbob
- 2009 Gold Weltmeisterschaft Mannschaft
- 2010 Bronze Europameisterschaft Viererbob
- 2010 Vierter Olympische Winterspiele Viererbob
- 2011 Silber Europameisterschaft Viererbob
- seit 2003 diverse Podiumsplatzierungen im Weltcup